# Lysandra seminigra
Lysandra seminigra är en fjärilsart som beskrevs av Fritz Preissecker 1906. Lysandra seminigra ingår i släktet Lysandra och familjen juvelvingar. Inga underarter finns listade i Catalogue of Life.